# ABC (album)
Pour les articles homonymes, voir ABC.
Albums de The Jackson 5
Diana Ross Presents The Jackson 5
(1969) Third Album
(1970)
Singles
ABC est le deuxième album du groupe The Jackson 5, sorti sous le label Motown le 8 mai 1970.
Il se classa en 4e place au Billboard Top Pop Album et 1er sur les listes R&B.
Comme le précédent, l’album contient des reprises, dont :
- (Come 'Round Here)I'm The One You Need des Miracles ;
- Don't Know Why I Love You et Never Had A Dream Come True de Stevie Wonder ;
- La-La (Means I Love You) des Delfonics ;
- I'll Bet You des Funkadelic ;
- The Young Folks des Supremes.

Premier titre extrait de l’album (sous la référence M1163 au catalogue Motown) le 24 février 1970, le single ABC se hisse à la première place du Billboard Hot 100 le 25 avril 1970, accompagné de The Young Folks en face B.
Portant le matricule M1166 au catalogue Motown, The Love You Save sort quant à lui le 13 mai 1970 et atteint également la première place du hit-parade le 27 juin 1970. C’est I Found That Girl qui couvre la face B.
Pour anecdote, ABC et The Love You Save ont pour point commun d’avoir délogé deux chansons des Beatles de la première place du Billboard Hot 100, à savoir, Let It Be et The Long and Winding Road.
En 2015, le DJ britannique Sigala a repris des éléments de la mélodie d'ABC dans son titre Easy Love.

## Pochette
Photo : Paul Slaughter, Joseph Hernandez.

## Titres
| No  | Titre                                  | Auteur                                                              | Durée |
| --- | -------------------------------------- | ------------------------------------------------------------------- | ----- |
| 1.  | The Love You Save                      | The Corporation                                                     | 3:01  |
| 2.  | One More Chance                        | The Corporation                                                     | 2:59  |
| 3.  | ABC                                    | Alphonso Mizell / Berry Gordy, Jr. / Deke Richards / Freddie Perren | 2:57  |
| 4.  | 2-4-6-8                                | Gloria Jones / Pam Sawyer                                           | 2:57  |
| 5.  | (Come 'Round Here)I'm The One You Need | Brian Holland / Eddie Holland / Lamont Dozier                       | 2:43  |
| 6.  | Don't Know Why I Love You              | Don Hunter / Lula Mae Hardaway / Paul Riser / Stevie Wonder         | 3:49  |
| 7.  | Never Had A Dream Come True            | Henry Cosby / Stevie Wonder / Sylvia Moy                            | 3:00  |
| 8.  | True Love Can Be Beautiful             | Bobby Taylor / Jeanna Jackson / Leonard Caston                      | 3:27  |
| 9.  | La La(Means I Love You)                | Thom Bell / William Hart                                            | 3:30  |
| 10. | I'll Bet You                           | George Clinton / Patrick Lindsey / Sidney Barnes                    | 3:18  |
| 11. | I Found That Girl                      | The Corporation                                                     | 2:59  |
| 12. | The Young Folks                        | Allen Story / George Gordy                                          | 2:53  |